# 刘世明
刘世明（？—541年），字伯楚，彭城郡彭城县丛亭里（今江苏省徐州市）人，北魏官员。

## 生平
刘世明很是阅读了典籍，从奉朝请略微升任兰陵郡太守、彭城郡内史。正光六年（525年），徐州刺史元法僧举城叛变，刘世明被押送到南梁。梁武帝萧衍想要加授刘世明官爵，刘世明坚决推辞不接受，屡次向梁武帝请求北返，梁武帝同意了。魏孝明帝元诩时期，朝廷征召刘世明出任谏议大夫。魏孝庄帝元子攸末年，刘世明出任征虏将军、南兖州刺史。当时尔朱世隆等人擅行权力，四方怨恨反叛，中兴二年正月癸未（532年2月9日），南兖州城中百姓王乞得逼迫劫持刘世明，占据南兖州归附南梁，梁武帝改南兖州为谯州，任命刘世明为刺史。梁武帝封刘世明为开国县侯，食邑一千户，又任命为征西大将军、郢州刺史，加仪同三司。刘世明再度推辞不接受，坚决请求北归。梁武帝没有强迫刘世明，于是亲自在乐游苑为他送行。刘世明返回北魏后，上交所持的符节，回到故乡，从此不再回到朝廷，经常以射箭打猎为娱乐。兴和三年（541年），刘世明在家中去世，朝廷赠予骠骑大将军、仪同三司、徐州刺史。

## 家庭

### 父亲
- 刘僧利，北魏轻车将军、羽林监

### 兄弟
- 刘世雄，北魏太山郡太守

### 子女
- 刘祎，东魏睢州刺史